# 정승일 (1992년)
정승일(1992년 6월 17일 ~ )은 대한민국의 전직 스타크래프트 II 프로게이머이다. 아이디는 YuGiOh. 주 종족은 저그.
2010년부터 2012년까지 슬레이어스 소속으로 활동하였으며 2013년 1월부터 RooT Gaming 소속으로 활동했다.
2013년 9월 23일 RooT Gaming을 탈퇴, 무소속으로 활동하였다.
2013년 12월 29일 은퇴했다.

## 수상 경력
- 2010 소니 에릭슨 스타크래프트 II OPEN Season 3 32강
- 2011 소니 에릭슨 글로벌 스타크래프트 II 리그 Jan. Code A 16강
- 2011 인텔 글로벌 스타크래프트 II 리그 Mar. Code A 32강
- 2011 LG 시네마 3D, 인텔코리아 글로벌 스타크래프트 II 리그 May Code A 16강
- 2011 LG 시네마 3D, 인텔코리아 슈퍼 토너먼트 64강
- 2011 PEPSI 글로벌 스타크래프트 II 리그 July Code A 16강
- 2011 PEPSI 글로벌 스타크래프트 II 리그 Aug. Code A 16강
- 2011 소니 에릭슨 글로벌 스타크래프트 II 리그 Oct. Code A 8강
- 2011 소니 에릭슨 글로벌 스타크래프트 II 리그 Nov. Code S 32강
- 2012 핫식스 2012 글로벌 스타크래프트 II 리그 시즌 1 Code S 32강
- 2012 핫식스 2012 글로벌 스타크래프트 II 리그 시즌 2 Code A 12강
- 2012 무슈제이 2012 글로벌 스타크래프트 II 리그 시즌 3 Code S 32강
- 2012 핫식스 2012 글로벌 스타크래프트 II 리그 시즌 4 Code A 48강
- 2013 핫식스 2013 글로벌 스타크래프트 II 리그 시즌 1 Code A 48강
- 2013 WCS Korea Season 1 챌린저리그 32강
- 2013 WCS 코리아 시즌 2 옥션 올킬 스타리그 32강
- MLG 2013 Spring Season Championship 16강
- 2013 DreamHack Open: Valencia 8강
- 2013 WCS 코리아 시즌 2 챌린저리그 24강
- 2013 DreamHack Open: Bucharest 12강
- 2013 WCS 코리아 시즌 3 챌린저리그 48강